# Liste der Rektoren der Universität St. Gallen
Die Liste der Rektoren der Universität St. Gallen (HSG) verzeichnet die Rektoren der Universität St. Gallen (HSG) und ihrer Vorgängerinstitutionen seit der Gründung 1898.
| Amtsantritt | Amtsende | Name                     | Amtsbezeichnung (im Antrittsjahr) |
| ----------- | -------- | ------------------------ | --- |
| 1899        | 1903     | Karl Emil Wild           | Direktor der Höheren Schule für Handel, Verkehr und Verwaltung St. Gallen                                                                          |
| 1903        | 1920     | Eduard Otto Schulze      | Rektor der Handelsakademie St. Gallen |
| 1920        | 1926     | Karl Bürke               | Rektor der Handelshochschule St. Gallen |
| 1926        | 1932     | Paul Oettli              | Rektor der Handelshochschule St. Gallen |
| 1932        | 1938     | Robert Debes             | Rektor der Handelshochschule St. Gallen – Hochschule für Wirtschaftswissenschaften                                                                 |
| 1938        | 1944     | Walther Hug              | Rektor der Handelshochschule St. Gallen – Hochschule für Wirtschaftswissenschaften                                                                 |
| 1944        | 1951     | Theo Keller              | Rektor der Handelshochschule St. Gallen – Hochschule für Wirtschaftswissenschaften                                                                 |
| 1951        | 1957     | Wolfhart Friedrich Bürgi | Rektor der Handelshochschule St. Gallen – Hochschule für Wirtschaftswissenschaften                                                                 |
| 1957        | 1963     | Walter Adolf Jöhr        | Rektor der Handelshochschule St. Gallen – Schweizerische Wirtschafts- und Verwaltungshochschule                                                    |
| 1963        | 1966     | Otto Konstantin Kaufmann | Rektor der Hochschule St. Gallen für Wirtschafts- und Sozialwissenschaften                                                                         |
| 1966        | 1970     | Francesco Kneschaurek    | Rektor der Hochschule St. Gallen für Wirtschafts- und Sozialwissenschaften                                                                         |
| 1970        | 1972     | Willi Geiger             | Rektor der Hochschule St. Gallen für Wirtschafts- und Sozialwissenschaften (HSG)                                                                   |
| 1972        | 1978     | Hans Siegwart            | Rektor der Hochschule St. Gallen für Wirtschafts- und Sozialwissenschaften (HSG)                                                                   |
| 1978        | 1982     | Alfred Meier             | Rektor der Hochschule St. Gallen für Wirtschafts- und Sozialwissenschaften (HSG)                                                                   |
| 1982        | 1986     | Alois Riklin             | Rektor der Hochschule St. Gallen für Wirtschafts- und Sozialwissenschaften (HSG)                                                                   |
| 1986        | 1990     | Johannes Anderegg        | Rektor der Hochschule St. Gallen für Wirtschafts- und Sozialwissenschaften (HSG)                                                                   |
| 1990        | 1993     | Rolf Dubs                | Rektor der Hochschule St. Gallen für Wirtschafts-, Rechts- und Sozialwissenschaften (HSG)                                                          |
| 1993        | 1999     | Georges Fischer          | Rektor der Hochschule St. Gallen für Wirtschafts-, Rechts- und Sozialwissenschaften (HSG)                                                          |
| 1999        | 2005     | Peter Gomez              | Rektor der Universität St. Gallen – Hochschule für Wirtschafts-, Rechts- und Sozialwissenschaften (HSG)                                            |
| 2005        | 2011     | Ernst Mohr               | Rektor der Universität St. Gallen – Hochschule für Wirtschafts-, Rechts- und Sozialwissenschaften (HSG)                                            |
| 2011        | 2020     | Thomas Bieger            | Rektor der Universität St. Gallen – Hochschule für Wirtschafts-, Rechts- und Sozialwissenschaften sowie Internationale Beziehungen (HSG)           |
| 2020        | 2024     | Bernhard Ehrenzeller     | Rektor der Universität St. Gallen – Hochschule für Wirtschafts-, Rechts- und Sozialwissenschaften, Internationale Beziehungen und Informatik (HSG) |
| 2024        |          | Manuel Ammann            | Rektor der Universität St. Gallen – Hochschule für Wirtschafts-, Rechts- und Sozialwissenschaften, Internationale Beziehungen und Informatik (HSG) |